# Сержіо ван Дейк
Сержиньйо ван Дейк (нід. Serginho van Dijk / індонез. Serginho van Dijk; нар. 6 серпня 1982, Ассен, Нідерланди) — нідерландський та індонезійський футболіст, нападник. У сезоні 2010/11 років став найкращим бомбардиром регулярної частини сезону в А-Лізі.

## Клубна кар'єра

### Ранні роки
Названий на честь бразильської зірки Сержиньйо Чулапи, який виступав за Бразилію під час чемпіонату світу 1982 року. На той час його мати була великим шанувальником Бразилії. Ван Дейк має змішане нідерландсько-індонезійське походження.

### Нідерланди
Сержіо розпочав свою кар'єру в місцевому клубі LTC в Ассені, після чого був зарахований до молодіжної академії «Гронінген». У сезоні 2000/01 років відіграв два матчі (один гол) за «Гронінген» в Еерстедивізі, допомігши команді підвищитися в класі. Проте за «Гронінген» в Ередивізі не грав, натомість повернувся до Еерстедивізі, де грав за «Гелмонд Спорт». У 2005 році перейшов до «Еммена», де за перші два сезони відзначився 18 та 12-ма голами. У сезоні 2007/08 років грав в «Еммені» разом зі своїм братом Денні.

### «Брисбен Роар»
16 червня 2008 року підписав дворічний контракт із «Квінсленд Роар» (який зараз виступає під назвою «Брисбен Роар») після того, як вразив скаутів «Роар» своєю технікою наприкінці травня в матчах проти «Редлендс Юнайтед» та «Голден Кост Селект XI».
Ван Дейк розпочав сезон посередньо, відзначився лише 1 гол у перших 10 матчах, але в той же час віддав 6-ма передачами. Однак потім змусив власних критиків замовкнути, забивши 9 матчів в аналогічній кількості матчах (включаючи хет-трик проти «Сентрал-Кост Марінерс»). 17 січня 2009 року ван Дейк став першим гравцем «Роар», який відзначився хет-триком у переможному поєдинку проти «Сіднею» (3:1).

### «Аделаїда Юнайтед»
11 лютого 2010 року Сержіо підписав піврічний контракт з «Аделаїдою Юнайтед» на кампанію Ліги чемпіонів АФК. Дебютував за нову команду 24 лютого 2010 року в переможному (1:0) поєдинку проти діючого чемпіона Азії «Пхохан Стілерс» на стадіоні Гіндмарш. Першим голом за «Аделаїду Юнайтед» відзначився в переможному (2:0) виїзному поєдинку 2-го туру Ліги чемпіонів АФК проти «Шаньдун Лунен».

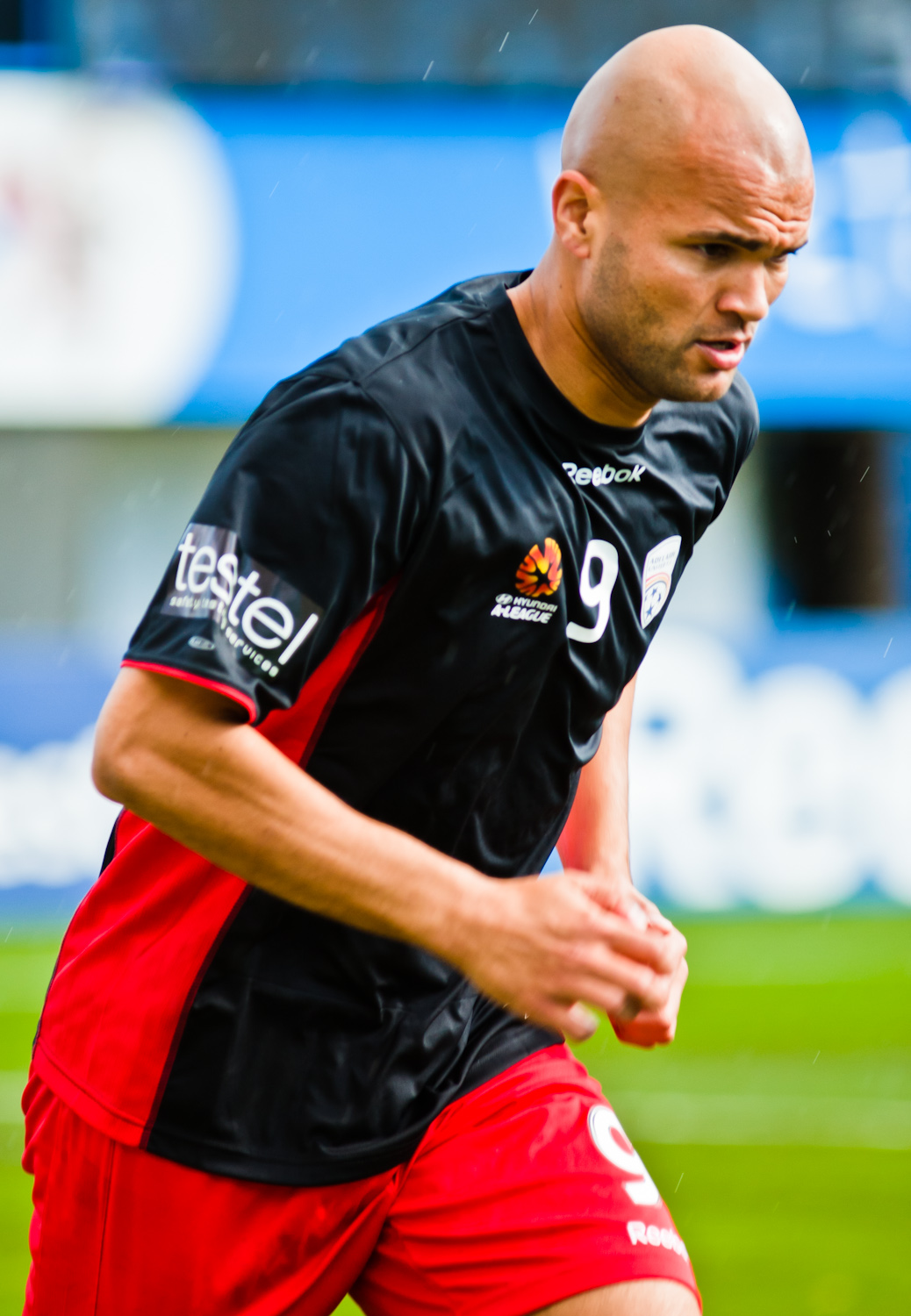
Сержіо ван Дейк на розминці за «Аделаїду Юнайтед» напередодні матчу другого туру А-ліги проти «Сентрал-Кост Марінерс»

14 березня 2010 року підписав з командою новий 3-річний контракт. 21 січня 2011 року Сержіо відзначився хет-триком у переможному (8:1) поєдинку проти «Норз Квінсленд Ф'юрі». Ван Дейк виграв нагороду «Золота бутса» сезону 2010/11 років з 16 голами.
У січні 2013 року «Аделаїда Юнайтед» надала Сержіо статус вільного агента.

### «Персіб» (Бандунг)
У лютому 2013 року ван Дейк підписав контракт із клубом Суперліги Індонезії «Персіб» (Бандунг). У своєму дебютному поєдинку в новому клубі відзначився голом, але «Персіб» поступився «Персісаму» (1:2). 3 березня відзначився 2-ма голами в переможному (3:1) поєдинку проти «Персіджі» (Джакарта).

### «Сепахан»
У грудні 2013 року підписав контракт із «Сепаханом», який набув чинності з 1 січня 2014 року, щоб виступати за команду в Про лізі Ірану та Лізі чемпіонів АФК.

### «Супханбурі»
30 червня 2014 року Ван Дейк підписав 2-річний контракт з клубом Прем'єр-ліги Таїланду «Супханбурі».

### «Аделаїда Юнайтед»
Після двох продуктивних сезонів із «Супханбурі» ван Дейк повернувся до колишнього клубу «Аделаїди Юнайтед» як азійський гравець у Лізі чемпіонів АФК 2016 року. 9 лютого 2016 року Ван Дейк зіграв свій єдиний матч в їх нетривалій кампанії, вийшовши з лави запасних проти «Шаньдун Луненга», у третьому кваліфікаційному раунді плей-офф на стадіоні Гіндмарш. Незважаючи на те, що він отримав бурхливий прийом від вболівальників домашньої команди, зіграв потужно, чим нагадав попередні виступи за «Аделаїду», ван Дейк і «червоні» вилетіли з турніру, 1:2, таким чином, контракт Ван Дейка завершився достроково.

### «Персіб» (Бандунг)
Після перебування без клубу та тренувань у своєму колишньому клубі ФК Еммен, зрештою вирішив повернутися в «Персіб» (Бандунг), де воз'єднався з колишнім партнером по «Аделаїді Юнайтед» Маркосом Флоресом.

### «ВВ Пелікан-С»
У «Персібі» (Бандунг) зазнав важкої травми, через що в сезоні 2016/17 років провів лише 4 матчі. Після цього повернувся до Нідерландів, де підсилив аматорський клуб «ВВ Пелікан-С».

## Особисте життя
У Сержіо є маленький син, який проживає з родиною в Нідерландах. Щодо свого майбутнього у футболі, ван Дейк сказав: «… після всих цих років перебування за кордоном, [а] це вже мій восьмий рік, я думаю, що також час дозволити родині вибрати, які плани на майбутнє».
Сержіо також працює зі своїм братом Денні над дизайном власного одягу, який називається Sixlovesnine.

## Кар'єра в збірній
19 липня 2010 року було повідомлено, що Ван Дейк повинен був подати заявку в Індонезію, країну походження одного зі своїх бабусь і дідусів. Однак на зустрічі з індонезійськими футбольними чиновниками ван Дейк дізнався, що для того, щоб мати можливість представляти Індонезію, він повинен отримати індонезійське громадянство і відмовитись від нідерландського громадянства, оскільки Індонезія не дозволяє подвійного громадянства. Він відмовився вирішувати своє міжнародне майбутнє, посилаючись на те, що йому важко відмовитись від голландського громадянства, оскільки його дружина та її сім'я мають нідерландське громадянства.. Зрештою, Сержіо вирішив відмовитися від голандського громадянства, щоб мати можливість на міжнародному рівні представляти Індонезію. Футбольна асоціація Індонезії оголосила, що ван Дейк натуралізується, щоб він зміг виступати в кваліфікаційному турнірі до чемпіонату світу 2014 року. 4 березня 2013 року викликаний вперше в рамках кваліфікації Кубку Азії 2015 року. Дебютував у футболці збірної 23 березня 2013 року в поєдинку проти Саудівської Аравії.

## Статистика виступів

### Клубна
(Станом на 19 березня 2014)
| Клуб               | Сезон     | Дивізіон              | Чемпіонат1 | Чемпіонат1 | Чемпіонат1 | Кубок | Кубок | Кубок    | Міжнародні2 | Міжнародні2 | Міжнародні2 | Загалом | Загалом | Загалом  |
| Клуб               | Сезон     | Дивізіон              | Матчі      | Голи       | Передачі   | Матчі | Голи  | Передачі | Матчі       | Голи        | Передачі    | Матчі   | Голи    | Передачі |
| ------------------ | --------- | --------------------- | ---------- | ---------- | ---------- | ----- | ----- | -------- | ----------- | ----------- | ----------- | ------- | ------- | -------- |
| «Гронінген»        | 1999–2000 | Еерстедивізі          | 2          | 1          | –          | –     | –     | –        | –           | –           | –           | 2       | 1       | –        |
| «Гронінген»        | 2000–01   | Ередивізі             | 0          | 0          | 0          | –     | –     | –        | –           | –           | –           | 0       | 0       | 0        |
| «Гронінген»        | 2001–02   | Ередивізі             | 0          | 0          | 0          | –     | –     | –        | –           | –           | –           | 0       | 0       | 0        |
| «Гелмонд Спорт»    | 2002–03   | Еерстедивізі          | 23         | 0          | –          | –     | –     | –        | –           | –           | –           | 23      | 0       | –        |
| «Гелмонд Спорт»    | 2003–04   | Еерстедивізі          | 32         | 9          | –          | –     | –     | –        | –           | –           | –           | 32      | 9       | –        |
| «Гелмонд Спорт»    | 2004–05   | Еерстедивізі          | 27         | 4          | –          | –     | –     | –        | –           | –           | –           | 27      | 4       | –        |
| «Еммен»            | 2005–06   | Еерстедивізі          | 38         | 18         | –          | –     | –     | –        | –           | –           | –           | 38      | 18      | –        |
| «Еммен»            | 2006–07   | Еерстедивізі          | 37         | 12         | –          | –     | –     | –        | –           | –           | –           | 37      | 12      | –        |
| «Еммен»            | 2007–08   | Еерстедивізі          | 35         | 10         | –          | –     | –     | –        | –           | –           | –           | 35      | 10      | –        |
| «Брисбен Роар»     | 2008–09   | A-Ліга                | 23         | 12         | 6          | 3     | 1     | 2        | –           | –           | –           | 26      | 13      | 8        |
| «Брисбен Роар»     | 2009–10   | A-Ліга                | 27         | 13         | 4          | –     | –     | –        | –           | –           | –           | 27      | 13      | 4        |
| «Аделаїда Юнайтед» | 2010–11   | A-Ліга                | 30         | 17         | 2          | –     | –     | –        | 7           | 2           | 1           | 37      | 19      | 3        |
| «Аделаїда Юнайтед» | 2011–12   | A-Ліга                | 22         | 8          | 2          | –     | –     | –        | 2           | 1           | 0           | 24      | 9       | 2        |
| «Персіб» (Бандунг) | 2013      | Суперліга Індонезії   | 29         | 21         | 10         | –     | –     | –        | –           | –           | –           | 29      | 21      | 10       |
| «Сепахан»          | 2013–14   | про-ліга Ірану        | 7          | 1          | 0          | 0     | 0     | 0        | 4           | 1           | 0           | 11      | 2       | 0        |
| «Супханбурі»       | 2014      | Прем'єр-ліга Таїланду | 14         | 3          | 0          | 0     | 0     | 0        | 0           | 0           | 0           | 14      | 3       | 0        |
| «Супханбурі»       | 2015      | Прем'єр-ліга Таїланду | 26         | 14         | 0          | 0     | 0     | 0        | 0           | 0           | 0           | 26      | 14      | 0        |
| Загалом            | Загалом   | Загалом               | 369        | 142        | 24         | 3     | 1     | 2        | 11          | 4           | 1           | 383     | 147     | 27       |

1 — до статистики увійшли матчі фінальної серії A-Ліги

2 — включаючи матчі на Клубному чемпіонаті світу; матчі в Лізі чемпіонів АФК включені в сезон, який розпочинається після групових етапів (тобто сезони АЛЧ та А-Ліги тощо)

### По роках
| національна збірна Індонезії | національна збірна Індонезії | національна збірна Індонезії |
| Рік                          | Матчі                        | Голи                         |
| ---------------------------- | ---------------------------- | ---------------------------- |
| 2013                         | 3                            | 0                            |
| 2014                         | 3                            | 1                            |
| Загалом                      | 6                            | 1                            |

### Голи за збірну
| #  | Дата              | Місце                                  | Суперник      | Рахунок | Результат | Змагання         |
| -- | ----------------- | -------------------------------------- | ------------- | ------- | --------- | ---------------- |
| 1. | 11 листопада 2014 | Гелора Бунг Карно, Джакарта, Індонезія | Східний Тимор | 1–0     | 4–0       | Товариський матч |

## Досягнення

### Індивідуальні
- Золота бутса А-Ліги: 2010/11